# ناثان غلازر
ناثان غلازر (بالإنجليزية: Nathan Glazer)‏ هو عالم اجتماع وصحفي وأستاذ جامعي وكاتب ومؤرخ أمريكي، ولد في 25 فبراير 1923 في نيويورك في الولايات المتحدة، وتوفي في 19 يناير 2019 في كامبريدج في الولايات المتحدة. اشتهر غلازر بكتبه التي تتعامل مع الأعراق والإثنية مثل «ما وراء بوتقة الانصهار» بالإضافة إلى انتقاده بعض برامج «المجتمع العظيم» في منتصف الستينيات.
اعتبر في كثير من الأحيان من المحافظين الجدد بسبب طريقة تفكيره في السياسة الداخلية ولكنه بقي ديمقراطيًا. وصف نفسه بأنه لا يبالي بتسمية المحافظين الجدد والتي ارتبط اسمه بها أكثر من غيره، وأشار إلى أن هذه التسمية لم تكن من اختياره.

## النشأة
ولد في 25 فبراير 1923 في مدينة نيويورك، ونشأ في عدة مناطق من المدينة مثل هارلم وبرونكس الشرقية. تحدث والداه بالإضافة للمهاجرين اليهود من الإمبراطورية الروسية باللغة اليديشية في المنزل. عمل والده في مجال الخياطة. أصبح أخوه الأكبر جو موسيقيًا شعبيًا متخصصًا في العمل والأغاني ذات الطابع الراديكالي. التحق غلازر بالمدرسة العامة عندما كان طفلًا ودرس بعد ذلك في كلية مدينة نيويورك.
عُرف غلازر عندما التحق بمدرسة سيتي كوليدج في نيويورك في الأربعينيات من القرن بالماضي باسم بؤرة الراديكالية. وقع غلازر مع عدد من الماركسيين الشباب الآخرين والذين كانوا معادين للشيوعية السوفييتية. كان كل من غلازر وإيرفينغ هاو ودانييل بيل وإيرفينج كريستول يجتمعون في أحد الكافتيريات في الكلية العامة، أمضوا أيامهم في محاولة فهم كيفية انتهاء المثالية الاشتراكية ومبادئ العدالة السياسية والاقتصادية تحت حكم استبداد وقتل جوزيف ستالين.
يتذكر غلازر في وقت لاحق: «كانت إحدى خصائص مجموعتنا سمة من سمات اختصاصاتها العالمية... الثقافة والسياسة، أطلقنا أفواهنا مهما حدث.. لقد كان أحد نماذج الغطرسة، أنه في حال كنت ماركسيًا فأنت تفهم كل شيء، بالرغم من من تخلينا عن الماركسية التي كنا نتمسك بها كان هذا أحد الأمثلة».
تحدثت كريستول أنه في حال نظرنا إلى الوراء بعد مرور عدة سنوات فإن غلازر لم يكن راديكاليًا أبدًا، حتى في فترته في الكلية».

## مسيرته المهنية المبكرة
أدت الحرب العالمية الثانية لاعتقاد بعض اليساريين، بما في ذلك غلازر بأن الفاشية مثلت تهديدًا أكبر من الرأسمالية، ووجوب النظر للولايات المتحدة بشكل أكثر إيجابية بسبب محاربتها للفاشية. أصبح غلازر عضوًا في اليسار المعادي للشيوعية وانتقد جوزيف مكارثي عند الكتابة عنه في مجلة «كومينتاري». أجرى غلازر دراسة مفصلة في نفس الوقت تقريبًا لحادثة روزينبيرغ. أقنعه التحقيق الذي أجراه ليس فقط بإذناب «جوليوس وإيتيل روزنبرغ»، بل أيضًا بوجود عدد كبير من المتآمرين والمتورطين في القضية، إذ قال غلازر:«القصة التي لم تُنشر للعلن هي التجسس على نطاق واسع أكثر مما نعرف».
إذا نظرنا إلى الوراء في حقبة مكارثي، بعد أكثر من 40 عامًا بصفته مستجوبًا في فيلم «مجادلة العالم»، فكر غلازر في الموقف الذي اتخذه هو وغيره من المناضلين الليبراليين الآخرين:«لم نتمكن حتى في ذلك الوقت من تقدير الموقف جيدًا. كان محترمًا وأخلاقيًا ومتجاوبًا مع جميع القضايا المعقدة التي أثيرت... مازلت لا أعتقد أن لدينا واحدة». عانت الكثير من أعمال غلازر في خمسينيات القرن الماضي بشكل عام من توترات قوية في الروح الوطنية والتفاؤل حول المستقبل. بما في ذلك الاعتقاد بأن الغالبية العظمى من المهاجرين سوف تتعرف تمامًا على القيم الأمريكية وبالتالي سيندمجوا في المجتمع الأمريكي بشكل جيد.
عمل غلازر في عام 1960 في مجال التحرير لنشرات لجنة المراسلات القصيرة في جامعة هارفارد، ولكنه سرعان ما انسحب من هذا المشروع وبدأ في كتابة المقالات حول الجماعات العرقية في مدينة نيويورك، والتي جُمعت ونُشرت في نهاية المطاف في عام 1963 ضمن كتاب ما وراء بوتقة الانصهار الزنوج والبورتوريكيون واليهود والإيطاليون والأيرلنديون في مدينة نيويورك، والذي كان أشهر أعمال غلازر. كتب دانييل باتريك موينيهان فقط الفصل الخاص بالأيرلنديين، بالرغم من إدراج اسمه كمؤلف مشارك، وبالرغم من الإشارة للكتاب نفسه باسم «موينيهان وغلازر»، إلا أن باقي الكتاب كان من كتابة غلازر.
اقترح غلازر وموينيهان، كما ذكر أحد الأحداث بعد 25 عامًا أن «استعارة بوتقة الانصهار لم تثبت صحتها». ناقش الكتاب فكرة أن أطفال وأحفاد المهاجرين السابقين لمدينة نيويورك، بما في ذلك البورتوريكيين واليهود والإيطاليين والأيرلنديين احتفظوا بانتمائهم العرقي وأن ظاهرة الهويات العرقية المستمرة عبر الأجيال سوف تستمر. كان هذا الاستنتاج جديدًا إلى حد ما في أوائل الستينيات من القرن الماضي، عندما كان هناك اهتمام قليل نسبيًا بدراسة المجموعات العرقية بشكل عام، أقل بكثير من مستوياتها الدقيقة للتكيف.
جادل غلازر وموينيهان أيضًا فكرة أن «الوجود غير المتناسب للزنوج والبورتيريكيون في خدمات الرعاية الاجتماعية» كان أحد المشاكل العرقية الأساسية في المدينة، ولكنهم اقترحوا أن عقد السبعينيات قد يكون «عقدًا من التفاؤل» لهاتين المجموعتين. اعترف غلازر بعد سنوات، عند الاحتفال بالذكرى السنوية الخامسة والعشرين للكتاب، أن سبعينيات القرن الماضي وسنواتها اللاحقة لم تحقق تغييرًا كبيرًا لتلك المجموعات وأن العديد من الأمريكيين من أصل أفريقي والبورتوريكيين ظلوا أعضاءًا في «الطبقة المُعالة الكبرى».
أقر جيمس تراوب بأن ما وراء بوتقة الانصهار كان «واحدًا من أكثر أعمال علم الاجتماع انتشارًا ونفوذًا في عصره».

## وصلات خارجية
- ناثان غلازر على موقع IMDb (الإنجليزية)
- ناثان غلازر على موقع إن إن دي بي (الإنجليزية)